# تشم قجر (شليل)
تشم قجر (بالفارسية: چم قجر) هي قرية تقع في إيران في قسم شلیل الريفي.